# ۲۶۶ (قمری)
۲۶۶ (قمری)، دویست و شصت و ششمین سال در گاهشماری هجری قمری است. اول محرم این سال برابر با بیست و هفتم اوت سال ۸۷۹ میلادی است.